# Torcida Split

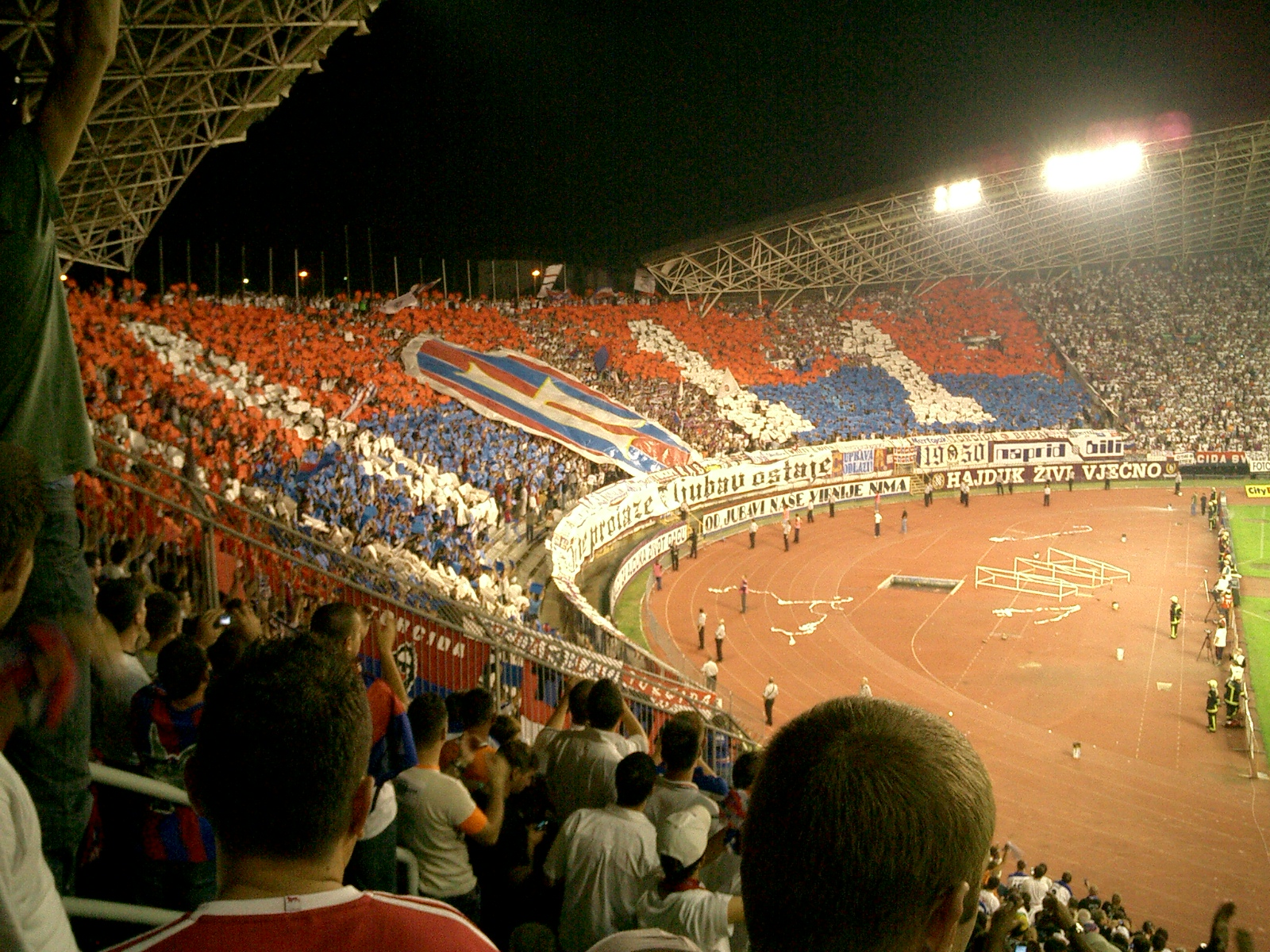
A Torcida fanatikusai egy Dinamo Zagreb elleni rangadón a Poljudban.

A Torcida  egy szervezett szurkolói csoport, akik a horvát Hajduk Split csapatáért szorítanak. Rendelkeznek más országokban is bejegyzett csoportokkal, de működésük nagyrészt Horvátországra tehető. Az 1950. október 28-án alapított Torcida Európa legrégebbi szurkolói csoportja. Kabalájuk a szamár, de a tagok közös szimbóluma a legendás Hajduk szurkoló, Žan Ojdanić karikatúrája.

## A Torcida története
A Torcida Splitet 1950. október 28-án alapította korčulai horvát közösség, akik először az 1950-es világbajnokság Uruguay–Brazília mérkőzésén hallattak magukról.
A "Torcida" név 1980-ban tért vissza ezt követően a köztudatba, miután az épp felnövő, új szurkolói nemzedék a régi hagyományokat folytatva szervezett keretek közt elkezdte használni. Jellemzően a Poljudu stadion északi lelátójáról biztatják csapatukat. 

## Kapcsolatok más szurkolói csoportokkal
Horvátországból a dalmáciai Tornado Zadar nevű csoporttal, az NK Zadar labdarúgócsapatának szurkolóival ápolnak jó viszonyt, de ugyanez elmondható a No Name Boysról, a portugál Benfica szurkolói csoportjáról is. A lengyel Górnik Zabrze szurkolóival is jó viszonyt ápolnak, érdekesség, hogy ezt az ultracsoportot is Torcidának hívják. A két csoport többször látogatja a másik csapat mérkőzését és buzdítja annak csapatát. 2018 februárjában a Górnik a klub fennállásának 70. évfordulójára szervezett, március 24-én tartott ünnepségre is meghívta a splitieket.

## Botrányok
2016. augusztus 21-én a HNK Rijeka elleni vereséget követően a Torcida tagjai megtámadták a jelen lévő újságírókat, majd bezárták őket a sajtóhelységbe. Később a Hajduk játékosait is többször provokálták, inzultálták. 2017. november 4-én a Rudeš csapatától elszenvedett vereséget követően betörtek játékosuk, Franck Ohandza házába, akit a rendőrség védett meg a bántalmazástól. 2018. április 23-án több Hajduk játékost is megfenyegettek és bántalmaztak a rivális Dinamo Zagreb elleni vereséget követően; az előző szezonban gólkirályi címet szerző Futács Márkót fejberúgták.